# Mustafa Karagöllü
Mustafa Karagöllü oder auch Mustafa Karagöl (* 26. April 1981 in Ankara) ist ein ehemaliger türkischer Boxer im Halbweltergewicht. Er war unter anderem Teilnehmer der Olympischen Sommerspiele 2004 in Athen.

## Amateurkarriere
Mustafa Karagöllü begann im Alter von 13 Jahren mit dem Boxen und trainierte unter anderem im Club Beşiktaş Istanbul, einer seiner Trainer war Esat Çelik.
In den Jahren 2000 und 2001 gewann er jeweils das internationale Ahmet Cömert Tournament in Istanbul, sowie 2003 das Golden Belt Tournament in Bukarest.
Bei der Weltmeisterschaft 2003 in Bangkok schied er im Achtelfinale gegen Dimitar Schtiljanow aus, gewann jedoch eine Bronzemedaille im Halbweltergewicht bei der Europameisterschaft 2004 in Pula. Nach Siegen gegen Jose Alonso, Roman Kulitschenko und Ionuț Gheorghe, war er im Halbfinale gegen den späteren Goldmedaillengewinner Alexander Maletin unterlegen.
Mit diesem Erfolg war er für die Olympischen Sommerspiele 2004 in Athen qualifiziert und schlug in der Vorrunde Vijender Kumar, ehe er im Achtelfinale gegen Ionuț Gheorghe verlor.

## Profikarriere
Unter dem Namen Mustafa Karagöl bestritt er 15 Profikämpfe zwischen 2005 und 2008, von denen er 14 gewann. 12 seiner Kämpfe bestritt er in Deutschland. Seine einzige Niederlage erlitt er im Dezember 2006 nach Aufgabe aufgrund einer Schulterverletzung gegen Domenico Spada, nachdem er bis dahin nach Punkten geführt hatte.

## Sonstiges
Sein älterer Bruder Fırat Karagöllü war ebenfalls Boxer und Teilnehmer der Olympischen Sommerspiele 2000.
Nach seiner Wettkampfkarriere arbeitete er als Boxtrainer (Stand: 2019).